# Schreibtisch

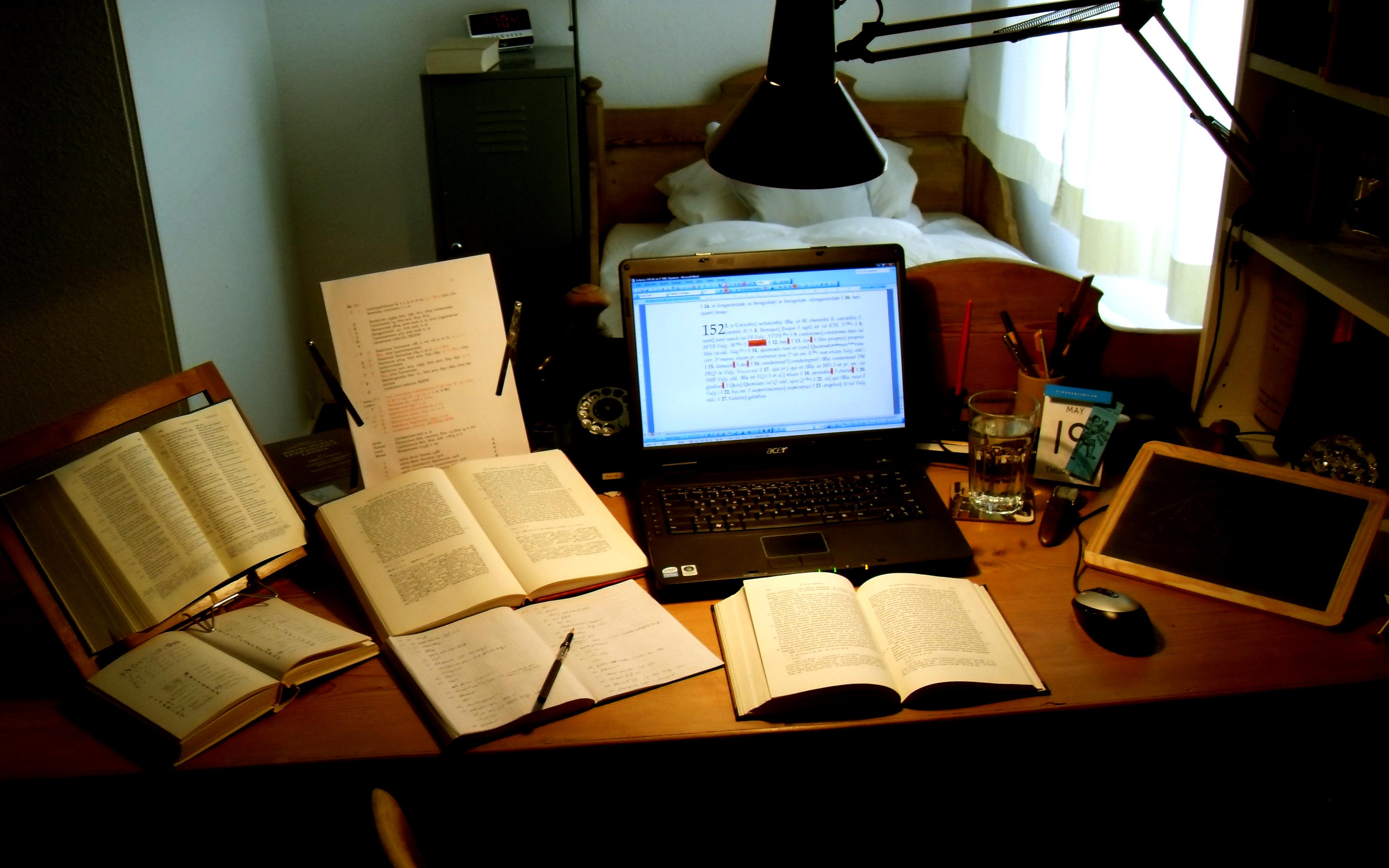
Ein häuslicher Schreibtisch in Benutzung mit Rechner, Telefon, Kalender und Büchern

Ein Schreibtisch ist ein Möbelstück für Schreib- und Büroarbeiten mit Schubladen und Fächern für die Aufbewahrung von Papier, Akten oder Schreibutensilien.

## Geschichte

### Der Sekretär

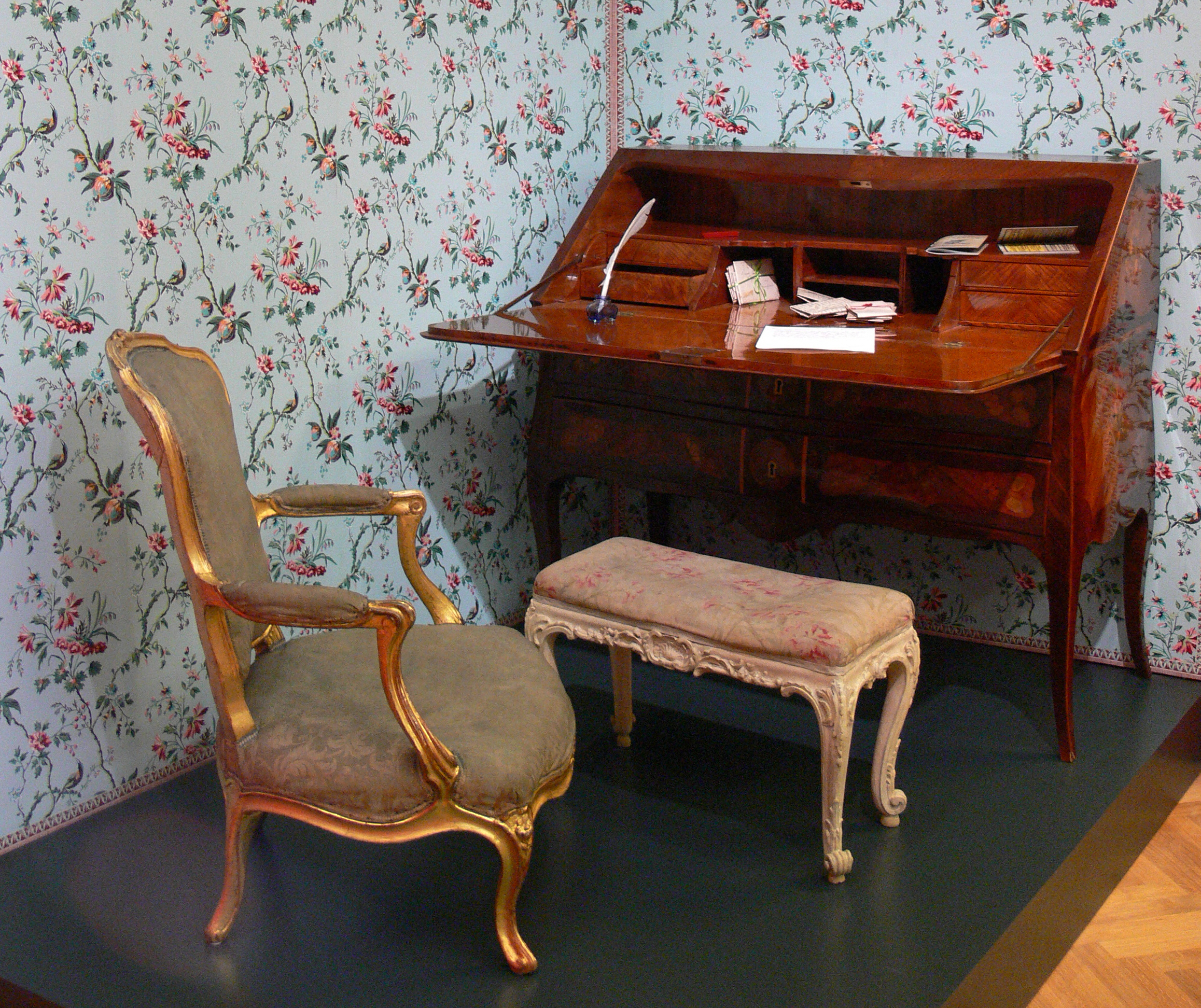
Sekretär aus dem 18. Jahrhundert (Reiss-Engelhorn-Museen, Mannheim)

Bei einer weiten Auslegung des Begriffs oder einer funktionalen Betrachtung können der Sekretär oder Schreibschrank im privaten und das Schreibpult (Stehpult) des Kontorbüros als Vorläufer des Schreibtisches gelten. Eine Variante war das tragbare Pultbureau und der Sekretär oder Schreibschrank. Zu den ältesten Beispielen gehören die Pultschreibtische mit einer Kommode als Unterbau und gelegentlich mit einem flachen Aufsatz ausgestattet. Zum Ende des 17. Jahrhunderts kam das Bureau plat auf, ein verhältnismäßig langer, eleganter Tisch mit drei flachen Schubladen direkt unter der Tischplatte. Ergänzt wurde dieser Schreibtisch durch einen danebenstehenden schmalen Schrank, dem Cartonniere. In der zweiten Hälfte des 18. Jahrhunderts erschien das Zylinderbureau, dessen Fächer und Schübe sich hinter einem im Halb- oder Viertelkreis geführten Rollladen befanden. Das Zylinderbüro war nach 1760 eines der wichtigsten Möbel der Pariser Tischlerkunst. Gleichzeitig gab es aber auch schon die heutige Form, also den dreiteiligen Unterbau mit flachem Schubladenteil in der Mitte und den weiter nach unten reichenden seitlichen Fächern oder Schüben.
Der Sekretär und die kleinere Variante für Damen, der Bonheur du jour, waren im 18. und 19. Jahrhundert Luxusobjekte und vornehmlich in Frankreich verbreitet. Sie wurden in privaten Bibliotheken und Salons aufgestellt und dienten auch der Repräsentation. Auch normale Schreibtische gab es in kleinerer Form als „Damenschreibtische“.

### Der moderne Schreibtisch

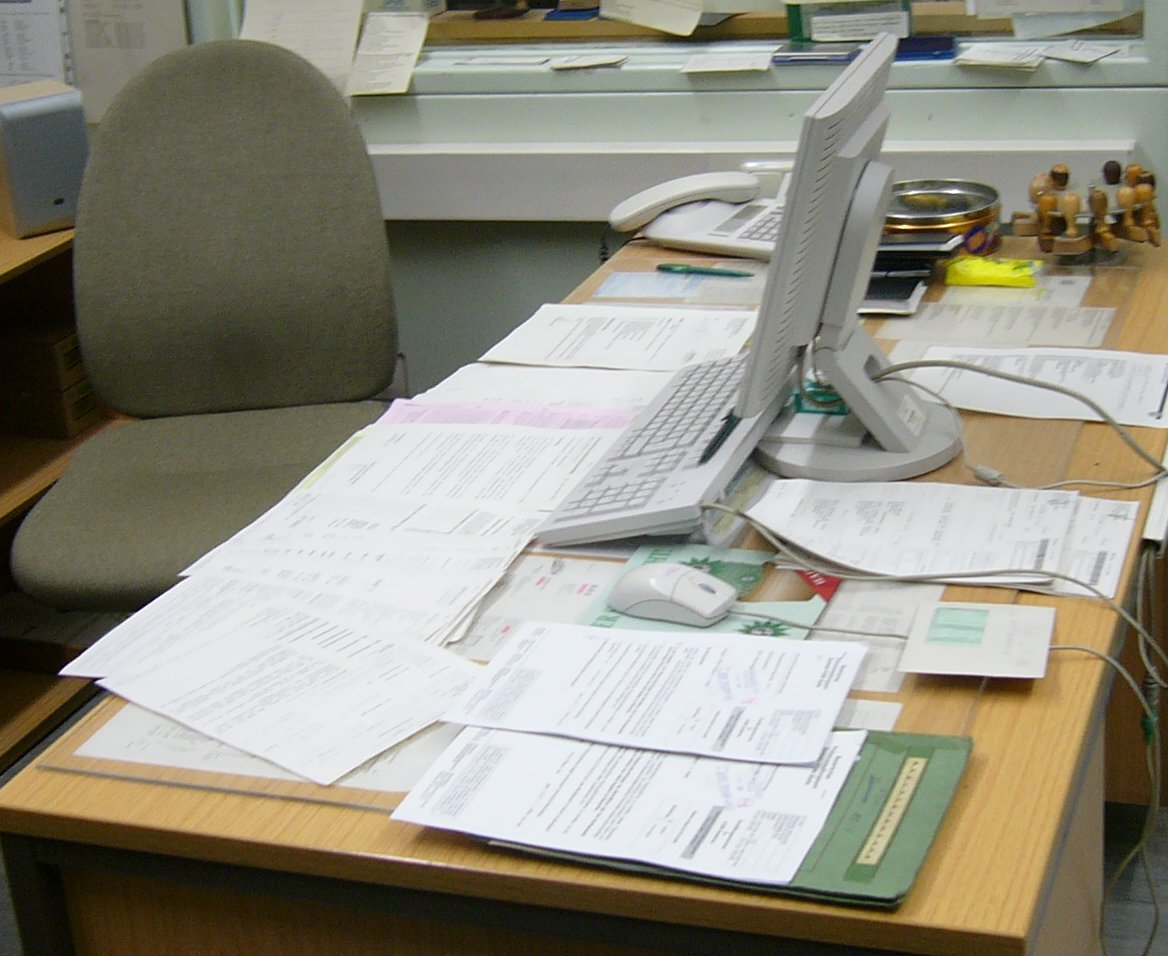
Schreibtisch in einer Behörde

Der Schreibtisch in seiner heutigen Form geht auf die Dienstleistungsgesellschaft zurück, die ein funktionales Möbelstück am Arbeitsplatz definierte. Frühe Exemplare, etwa das Stahlrohrmodell von Marcel Breuer für Thonet in den 1920er Jahren, weisen bereits den einseitigen Schubladenblock auf, entsprechen jedoch nicht den großen Maßen, die durch Geräte der Bürokommunikation benötigt wurden. Aus Gründen des Arbeits- und Gesundheitsschutzes für im Berufsalltag genutzte Schreibtische wurden zahlreiche Anforderungen hinsichtlich Größe, Verstellbarkeit in der Höhe, Art der Oberfläche definiert (so z. B. in der Bildschirmarbeitsverordnung aus dem Jahr 1996). In Japan legen zum Beispiel manche Angestellte Wert darauf, am Ende eines Arbeitstages einen leeren Schreibtisch zu hinterlassen.
Die verschiedenen Ansprüche an einen Schreibtisch wuchsen im Wandel der Zeit immer stärker. Nicht zuletzt auch wegen des steigenden Gesundheitsbewusstseins der Bevölkerung, das Konsumenten dazu veranlasst vermehrt auf Tische zurückzugreifen, die die Wirbelsäule und Haltung schonen. So gibt es immer mehr verschiedene Anforderungen, die ein moderner Schreibtisch zu erfüllen hat. Neben dem gesundheitlichen Aspekt sind die mitunter wichtigsten Kriterien Stabilität und extra Funktionen. Um sich von Marktkonkurrenten abzuheben, werden daher immer häufiger Tische mit Regalaufsätzen, integrierten Klemmbrettern oder eingebauten Leselampen produziert, wodurch der Konsument ein besseres Arbeitsklima bekommen soll.

## Fertigungsmaterialien
In vergangenen Jahrhunderten wurden Schreibtische fast ausnahmslos aus Massivholz gefertigt. Seit Erfindung der Spanplatte ist die Verwendung von Materialkombinationen für Schreibtische gebräuchlicher. Je nach Anforderungen wird ein Tischgestell aus Stahl oder Aluminium zusammen mit einer mitteldichten Holzfaserplatte zu einem Schreibtisch verbaut. Multiplex-Platte gilt dagegen als so stabil wie Massivholz, ist jedoch verwindungssteifer. Glas und Stein eignen sich aufgrund von Spiegel-Effekten und der Kälte des Materials selten als Schreibtischfläche. Holz ist daher weiterhin verbreitet als Tischmaterial. Die Tischplatten werden oft mit einer Melaminharzbeschichtung oder anderen Veredelungen versehen, um Kratzfestigkeit, Wasserunempfindlichkeit und unkomplizierte Reinigung und Pflege zu gewährleisten.

## Höhenverstellbare Schreibtische

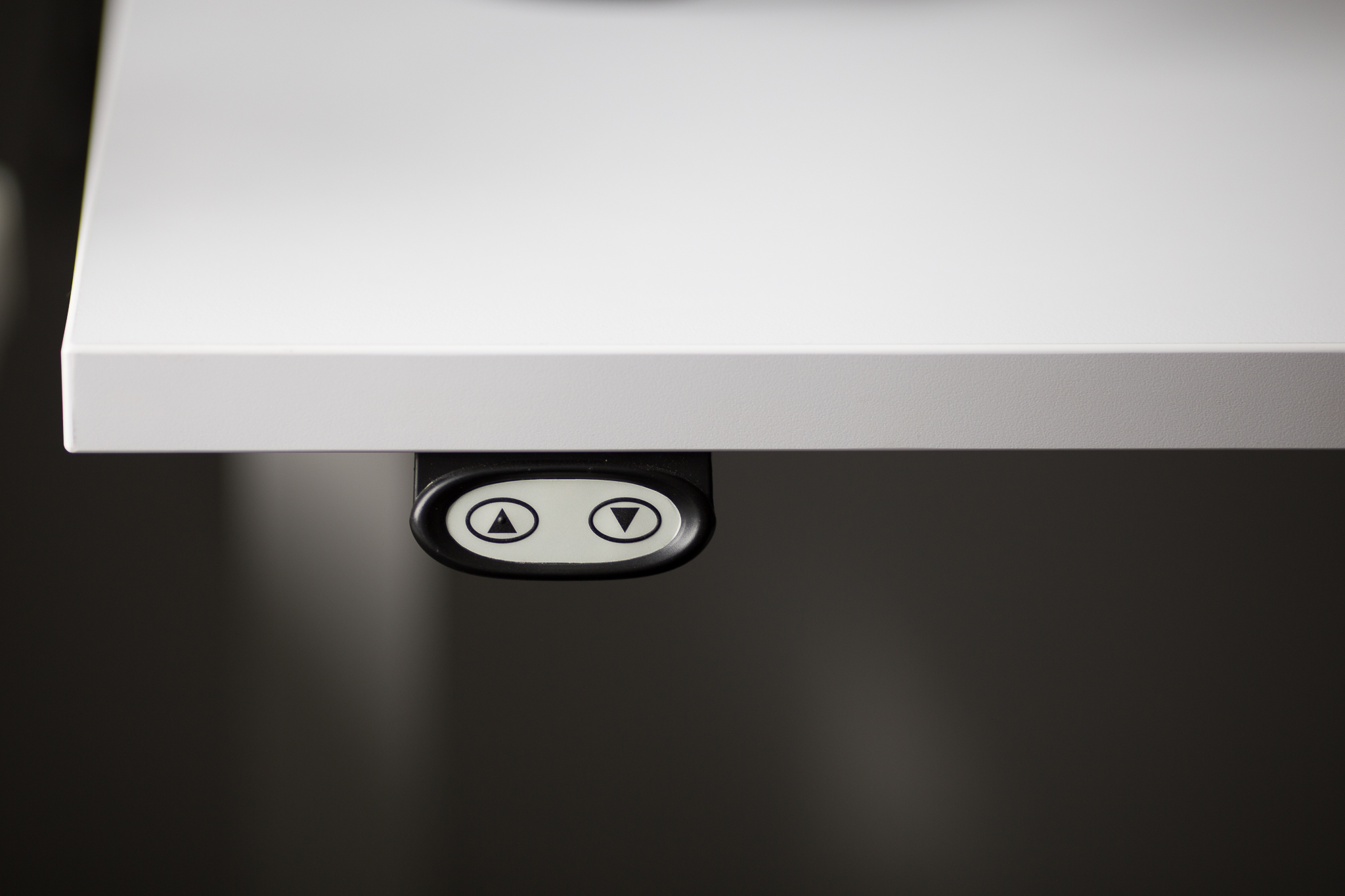
Steuerungspanel eines elektrisch höhenverstellbaren Schreibtischs (ohne Memoryfunktion)

Heutzutage werden wegen neuerer Erkenntnisse in der Ergonomie immer mehr höhenverstellbare Schreibtische angeboten. Diese bieten dem Benutzer die Möglichkeit, die Arbeitshöhe individuell nach den jeweiligen Bedürfnissen einzustellen. Der daraus resultierende Haltungs- und Belastungswechsel aktiviert das Herz-Kreislaufsystem und verbessert die Durchblutung. Arbeitsmedizinische und -physiologische Untersuchungen ergaben, dass durch die verschiedenen, zeitlich ausgewogenen Belastungen haltungsbedingte Beschwerden reduziert werden, ebenso wird Konzentrationsschwächen und Leistungsabfällen vorgebeugt. Dieser Effekt wird gemeinhin als Steh-Sitz-Dynamik bezeichnet. Die Höhenverstellung kann dabei je nach Modell elektrisch über einen oder mehrere Motoren oder mechanisch, in der Regel über eine Handkurbel, erfolgen.
Neben kompletten Schreibtischen gibt es auf dem Markt auch höhenverstellbare Schreibtischaufsätze. Mit diesen ergänzenden Möbelstücken können vorhandene Arbeitstische auf einfache Art in einen Steh-Sitz-Arbeitsplatz verwandelt werden. Die meisten handelsüblichen Aufsätze stellen eine preiswerte Alternative zu der in der Regel teureren Anschaffung von neuen höhenverstellbaren Schreibtischen dar. Darüber hinaus tragen sie dem Nachhaltigkeitsgedanken Rechnung, da die bestehenden Tische erhalten und nicht entsorgt werden.
Gemäß den Technischen Regeln für Arbeitsstätten wird empfohlen, dass ein „ausreichend wärmedämmender, stoßdämpfender und elastischer Fußboden bzw. Bodenbelag“ verwendet wird, wenn die Tätigkeit in längeres Stehen erfordert, aber keine andauernde Steharbeit darstellt, was auf die Arbeit an einem höhenverstellbaren Schreibtisch zutrifft. Dafür werden in der Regel lokal sogenannte Anti-Ermüdungsmatten verwendet, um nicht den fest installierten Boden tauschen zu müssen.

## Bedeutung
Häufig wird der Schreibtisch besonders von Philosophen und Schriftstellern mit deren Werk assoziiert, unabhängig davon, wo es geschrieben wurde. Das Arbeitszimmer von Ernst Bloch ist öffentlich zugänglich, ebenso wie das von Ernst Jünger. Der Schreibtisch von Theodor Adorno wird gar als Denkmal in einem Glaskasten in Frankfurt am Main öffentlich ausgestellt.

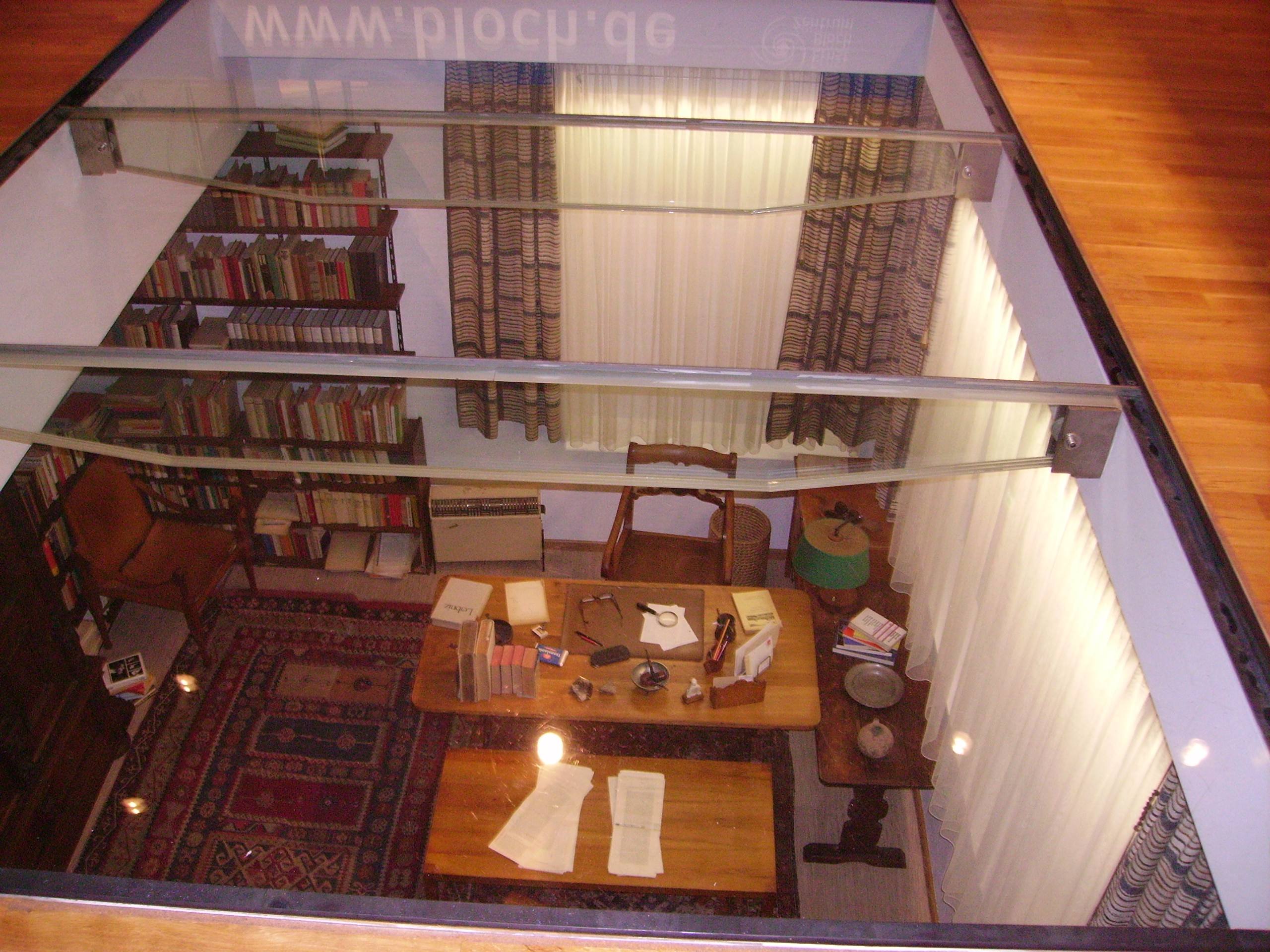
Arbeitszimmer Ernst Blochs im Ernst-Bloch-Zentrum
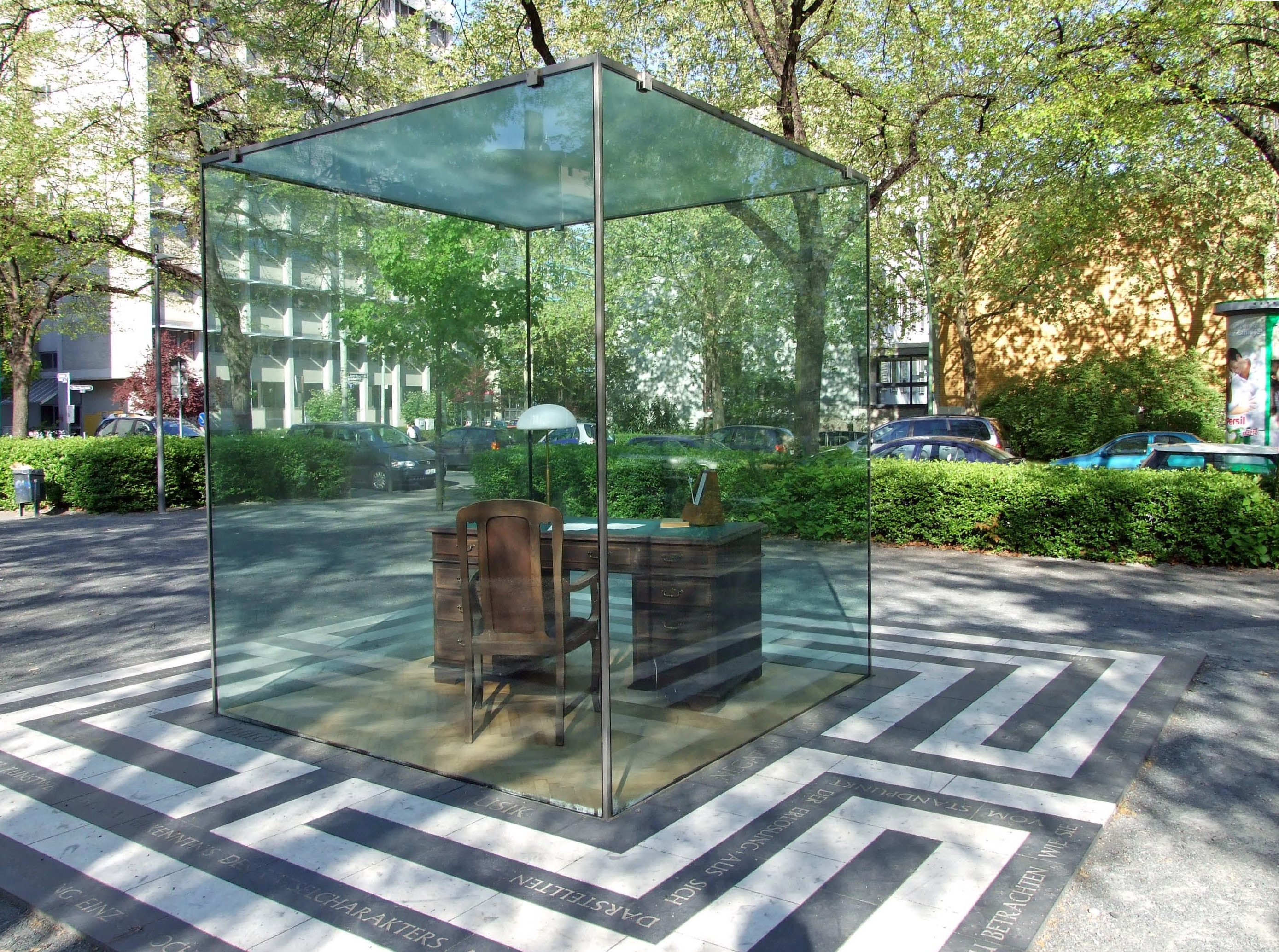
Adorno-Denkmal von Vadim Zakharov in Frankfurt
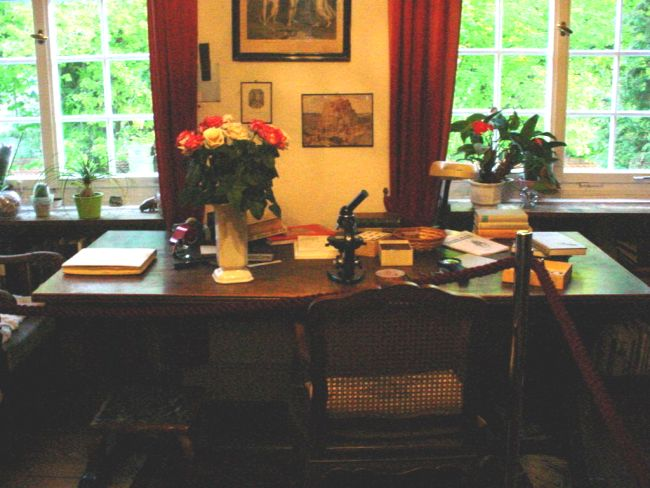
Schreibtisch des Schriftstellers Ernst Jünger im Jünger Haus in Wilflingen